# Федір Чаплич

герб Кердея

Федір Чаплич (також Теодор, Чаплич-Шпановський; пом. після 1601) — руський шляхтич гербу Кердея, суддя земський луцький.

## Життєпис
Син Кадіяна Чаплича, батько Юрія та Мартина Чапличів-Шпановських.
17 червня 1569 року в Луцьку склав присягу на вірність королю Речі Посполитої, наступного дня вимагав видати йому засвідчення цього, вписати до актів Луцька. З 1574 року часто згадується в процесах як луцький суддя. 27 липня 1574 року був обраний депутатом до каптуру луцького. В 1596 році брав участь як посол Луцького повіту в Берестейському синоді, 9 жовтня підписав протест проти Унії з РКЦ. В 1599 році на Віленському з'їзді євангелістів та православних був обраний до числа «провізорів», які мали боронити свободи віруючих-некатоликів.
1569 року посідав Глупонин (Hłupanin) у Луцькому повіті, набутий від родича (кревняка) Костянтина Федора Петровича; Земелинець (Крем'янецького повіту, набутий правом застави). Під кінець життя посідав багато маєтків, які одідичили сини: Мартин, Адам, Іван, Микола, Юрій. Згідно з актом від 1570 року, мав право власності на містечко Шпанів, платив податок у скарбницю від 30 поселень («димів»). Ревний оборонець православ'я.
У його домі зібралися шляхтичі для полагодження конфлікту без судового розгляду між Магдаленою Кердей-Мильською зі Скуминів-Тишкевичів та слугою князя Якима (Юхима) Корецького Станіславом Кандибою.